# Ignacy IV Jeszu
Ignacy IV Jeszu (ur. ?, zm. ?) – w latach 1264–1282 83. syryjsko-prawosławny Patriarcha Antiochii.